# Kniażewodce
Kniażewodce (biał. Княжаводцы; ros. Княжеводцы) – wieś na Białorusi, w obwodzie grodzieńskim, w rejonie mostowskim, w sielsowiecie Dubno, nad Niemnem i przy drodze republikańskiej .
Dawniej zabudowania wsi skupione były głównie nad Niemnem. Obecnie większość zabudowań znajduje się w pobliżu drogi republikańskiej.
W dwudziestoleciu międzywojennym leżały w Polsce, w województwie białostockim, w powiecie grodzieńskim, w gminie Dubno. W 1921 wieś zamieszkiwały 522 osoby. Całą populację stanowili Białorusini wyznania prawosławnego.
Podczas II wojny światowej wieś wraz z jej mieszkańcami została spalona przez Niemców.